# Badia rugosa
Pour les articles homonymes, voir Badia et Rugosa.
Genre
Espèce
Badia rugosa, unique représentant du genre Badia, est une espèce d'araignées aranéomorphes de la famille des Palpimanidae.

## Distribution
Cette espèce est endémique du Sénégal.

## Publication originale
- Roewer, 1961 : Opilioniden und Araneen, Le Parc National de Niokolo-Koba, 2. Mémoire de l'Institut français d'Afrique Noire, vol. 62, p. 33-81.